# Michelozzo

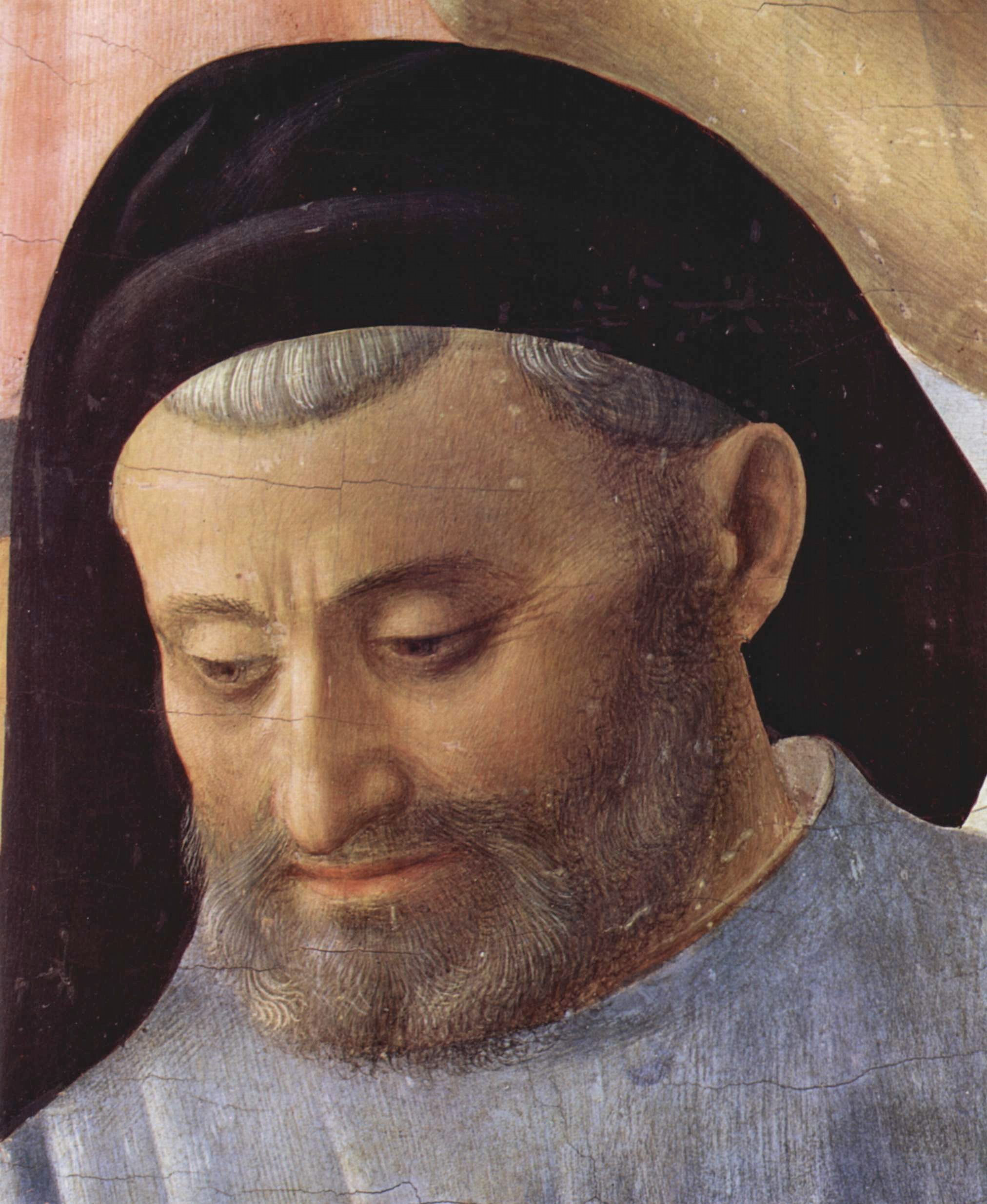
Michelozzo, schilderij van Fra Angelico, 1437-1440, tempera op hout

Michelozzo di Bartolomeo Michelozzi (1396 - 1472) was een Italiaans architect en beeldhouwer. Een van zijn ontwerpen was het Palazzo Medici-Riccardi, het paleis (en woning) van de familie Medici in Florence.
Michelozzo werkte in marmer, brons en zilver. Het standbeeld van de jonge Johannes boven de deur van de Dom van Florence, tegenover het Baptisterium, werd door hem gemaakt. Hij maakte ook het zilveren beeldje van Johannes de Doper aan de voorzijde van het altaar van San Giovanni. Michelozzo's grote vriend en beschermheer was Cosimo de' Medici, die hij in 1433 begeleidde naar Venetië tijdens zijn korte ballingschap. In Venetië bouwde Michelozzo de bibliotheek van San Giorgio Maggiore, alsook andere gebouwen.
- Bibliothèque nationale de France: cb12232320b (data)
- Catàleg d'autoritats de noms i títols de Catalunya: 981058618362006706
- Gemeinsame Normdatei: 118582186
- International Standard Name Identifier: 0000 0000 7100 4480
- Library of Congress Control Number: n80014962
- Nationale Bibliotheek van Tsjechië: jn20000701235
- Nationale Bibliotheek van Israël: 987007450307505171
- Nederlandse Thesaurus van Auteursnamen: 070687285
- RKD-Nederlands Instituut voor Kunstgeschiedenis: 129864
- Istituto Centrale per il Catalogo Unico: NAPV210252
- SNAC: w6ns120v
- Système universitaire de documentation: 03102548X
- Union List of Artist Names: 500032603
- Virtual International Authority File: 40170664
- WorldCat: E39PBJjxy4BqpFJ9BKgKVdPYT3